# Смирнов, Яков Константинович (кинематографист)
Я́ков Константи́нович Смирно́в — (1 декабря 1906, Ельнинский уезд — 12 января 2000, Алма-Ата) — советский оператор и режиссёр неигрового кино, фронтовой кинооператор в годы Великой Отечественной войны. Заслуженный деятель искусств Казахской ССР (1956).

## Биография
Родился в деревне Гранкино (ныне Спас-Деменский район, Калужской области) в многодетной семье, где кроме него было ещё пятеро детей. К 1917 году успел окончить три класса церковно-приходской школы, когда с семьёй переехал в Акмолинскую область  Западной Сибири, выделенную в 1936 году в Казахскую ССР.
В период 1918—1921 годов батрачил в селениях Богодуховской волости Петропавловского уезда. В 1921—1922 работал в подмастерьях в Явленской волости, с 1922 года — печником/кочегаром на Кокчетавской железной дороге. С 1924 — печником, каменщиком, бетонщиком в Госстройконторе в Петропавловске. В 1927 году был направлен в Москву на рабфак, работал бетонщиком в тресте «Бетонпромстрой», в период 1928—1930 годов работал на строительстве элеватора на станции Кара кога (каз. Чёрный камыш). C 1930 года был бетонщиком треста «Москультстрой» в Москве, в 1930—1932 — на «Березникихимстрое» в Уральской области. Был избран членом Уральского обкома ВЛКСМ.
С 1932 года учился на операторском факультете Государственного института кинематографии (с 1934 года — ВГИК), который окончил в 1937 году. С декабря 1936 года — оператор на Алма-Атинской студии кинохроники, оставался там до августа 1941 года. Был призван в Красную армию.
С января 1942 года являлся штатным оператором Центральной студии кинохроники.
С сентября 1942 года служил в киногруппе Забайкальского фронта, с июля 1943 — на Северо-Западном и Волховском фронтах, участвовал в операциях по снятию Ленинградской блокады. С апреля 1944 года — на 2-м Белорусском.

Его внешняя мягкость и спокойствие в первый момент даже не вяжется с его исключительно смелым поведением в сложных фронтовых переделках.
За период работы на 2-м Белорусском фронте т. Смирнов провёл ряд съёмок, за высокое качество которых он был премирован.
— Начальник киногруппы 2-го Белорусского фронта Трояновский.
20 марта 1945 г.
Боевой путь закончил в Ростоке в звании инженер-капитан. В ночь с 8 на 9 мая 1945 года был в числе операторов, допущенных на подписание Акта о безоговорочной капитуляции фашистской Германии в Карлсхорсте. Там же в Берлине снимал дипломатические приёмы у маршала Рокоссовского и фельдмаршала Монтгомери.
После войны непродолжительное время в 1946 году был оператором на Северо-Кавказской студии кинохроники, после — на Алма-Атинской киностудии художественных и хроникальных фильмов («Казахфильм» — с 1960 года), а с 1955 года и режиссёром документального и научно-популярного кино.
Автор множества сюжетов для кинопериодики: «Новости дня», «Пионерия», «Советский спорт», «Советский Казахстан», «Союзкиножурнал».
Член ВКП(б) с 1931 года, член Союза кинематографистов СССР (СК Казахской ССР) с 1968 года.

### Семья
Был женат на Марии Ивановне Смирновой (учительница математики и истории), в семье родилось семеро детей:
- сын — Геннадий Яковлевич Смирнов (кинооператор, два сына, внучка и двое внуков, две правнучки)
- дочери (по очереди рождения) — Эмилия Яковлевна Смирнова, Элла Яковлевна (умерла в младенчестве), Светлана Яковлевна Смирнова (двое детей, трое внуков), Татьяна Яковлевна Смирнова (двое детей, трое внуков), Елизавета Яковлевна Смирнова[15] (дочь и внучка), Ольга Яковлевна Смирнова.

Внуки, правнуки и праправнуки проживают в Казахстане, России, Европе и Канаде.

## Фильмография
Оператор
- 1942 — День войны (в соавторстве)
- 1943 — Комсомольцы (в соавторстве)
- 1943 — На Забайкальских рубежах (в соавторстве)
- 1944 — Город Могилёв (совместно с Л. Котляренко)
- 1944 — Разгром немцев под Ленинградом
- 1944 — Трагедия на Псковщине
- 1945 — В логове зверя (фронтовой спецвыпуск № 4) (в соавторстве)
- 1945 — В Померании (фронтовой спецвыпуск № 5) (в соавторстве)
- 1945 — Освобождение Советской Белоруссии (в соавторстве)
- 1946 — 1 Мая в столице Казахстана (в соавторстве)
- 1946 — Празднование столетия Джамбула (в соавторстве)
- 1946 — Столетие со дня рождения Джамбула
- 1946 — Уйгурский колхоз
- 1947 — Джамбул Ата
- 1947 — Наш рапорт (в соавторстве)
- 1948 — Колхоз «Красная Звезда»
- 1950 — На лыжах (в соавторстве)
- 1952 — Коневоды
- 1952 — На ледяной дорожке (в соавторстве)
- 1953 — Соревнования горнолыжников (совместно И. Чикноверовым, Г. Новожиловым, А. Колесниковым, М. Додоновым)
- 1953 — Шакен Ахметджанова
- 1954 — Дарика Жантохова
- 1954 — На высокогорном катке (в соавторстве)
- 1954 — Народные таланты (в соавторстве)
- 1955 — Всесоюзные соревнования горнолыжников (в соавторстве)
- 1955 — На целинных землях Казахстана
- 1956 — Пастбища и сенокосы Казахстана
- 1959 — Быль Каспийская
- 1959 — Пути весенние
- 1960 — Первый чугун Казахстана
- 1961 — Голос Эмбы / Откровенный разговор
- 1961 — На старте — молодость

Режиссёр
- 1953 — Шакен Ахметджанова
- 1954 — На высокогорном катке
- 1955 — Всесоюзные соревнования горнолыжников
- 1955 — Использование местных строительных материалов в строительстве совхозов на целинных землях (совместно с О. Абишевым)
- 1955 — На целинных землях Казахстана (совместно с Э. Файком)
- 1956 — Пастбища и сенокосы Казахстана
- 1958 — Механизация водоснабжения в колхозах и совхозах Казахстана
- 1959 — Быль Каспийская
- 1959 — Пути весенние
- 1960 — Первый чугун Казахстана
- 1961 — Голос Эмбы / Откровенный разговор
- 1961 — На старте — молодость
- 1961 — Начало большого цветения / Земля и люди
- 1962 — Доярка (совместно с А. Кулаковым)
- 1963 — Сахарная свёкла в поливных условиях
- 1964 — Большая химия Казахстана
- 1964 — Борьба с эхинококкозом и цунурозом
- 1965 — Орошение земель на юге Казахстана
- 1965 — Поливные земли
- 1965 — Химия плодородия
- 1966 — Оазисное орошение (также автор сценария совместно с Н. Данильченко)
- 1967 — Академик Сатпаев
- 1968 — Академик Скрябин
- 1968 — Мастера скоростной стрижки
- 1969 — Нейрохирург
- 1969 — Несущие опасность
- 1970 — Механизация водоснабжения пастбищ
- 1970 — Фабрика зерна и мяса
- 1971 — Механизация возделывания риса
- 1971 — Орошение риса в Казахстане
- 1973 — Ихтиологи (совместно с В. Васильченко)
- 1973 — Механизация и автоматизация водоснабжения животноводческих ферм и пастбищ
- 1974 — Консервный цех семеноводческого хозяйства
- 1975 — Оазисное кормопроизводство
- 1977 — Напорные железобетонные трубы со стальным сердечником

## Награды и звания
- орден Красной Звезды (15 декабря 1944)[16];
- орден Отечественной войны II степени (7 июня 1945)[17];
- заслуженный деятель искусств Казахской ССР (1956)[4];
- орден «Знак Почёта» (3 января 1959) — за выдающиеся заслуги в развитии казахского искусства и литературы и в связи с декадой казахского искусства и литературы в гор. Москве[18];
- орден Трудового Красного Знамени (1971)[14];
- почётная грамота Верховного Совета Казахской ССР (1986);
- орден Отечественной войны II степени (21 февраля 1987)[19];
- медали СССР[14].

## Память
- документальный фильм «Последние кадры войны» (режиссёр Игорь Саввин; 1990) студии «Казахтелефильм» — где снят Я. К. Смирнов с воспоминаниями[20].

## Комментарии
1. ↑  По рассказу Е. Я. Смирновой, дочери Якова Смирнова, его настоящий год рождения — 1903, но при восстановлении дедом утраченных документов возраст был занижен, чтобы уберечь детей от участия в Гражданской войне[2].
2. ↑  По свидетельству Владимира Томберга с советской стороны подписание Акта о капитуляции снимали пять советских кинооператоров[8] (А. Алексеев, Е. Алексеев, Р. Кармен, В. Томберг и Я. Смирнов).